# Salonwagen E 417
Salonwagen E 417 ist der Titel eines 1939 von Paul Verhoeven gedrehten deutschen Spielfilms. In den Hauptrollen agieren Käthe von Nagy, Paul Hörbiger, Maria Nicklisch und Curd Jürgens. Regisseur Verhoeven stellt einen Drehorgelspieler dar, der Fred Raymonds Lied „Es geht alles vorüber, es geht alles vorbei“ spielt.

## Inhalt
In einem Verkehrsmuseum nehmen um Mitternacht die Ausstellungsstücke menschliche Gestalt an und berichten ihre Lebensgeschichten. Das neueste Ausstellungsstück – der als fürstlicher Salonwagen gebaute E 417 – erzählt seine lange und schillernde Biographie.
Diese beginnt mit einer Fahrt im Jahre 1913, auf der er ein Prinzenpaar auf dessen Hochzeitsreise an die Riviera bringen soll. Bei einem ungeplanten Aufenthalt in Dingskirchen kommen sich Baronesse Ursula von Angerfeld und der Stationsvorsteher Christian Lautenschläger näher, haben aber während des eiligen Aufbruchs am nächsten Morgen keine Gelegenheit sich zu verabschieden und sehen sich nie wieder.
Der Salonwagen erlebt den Krieg und endet, nachdem er auf vielerlei Art benutzt wurde, auf dem Abstellgleis, um verschrottet zu werden. Da ist aber der Stationsvorsteher Christian Lautenschläger zur Stelle, der den Salonwagen stattdessen dem Museum zuführt. Auf der Fahrt dorthin trifft Lautenschläger die Tochter der mittlerweile verstorbenen Baronesse und hilft ihr, sich mit ihrem Verlobten Werner zu versöhnen.

## Produktionsnotizen
Der Film wurde von der Deka-Film produziert und vom Bavaria Filmkunst Verleih vertrieben. In Italien erschien er unter dem Titel Treno di lusso (Luxuszug).
Die Außenaufnahmen für den Film entstanden im Bahnhof Groß Schönebeck, Kopf- und Endbahnhof der Heidekrautbahn nördlich von Berlin. Im Film heißt der Bahnhof ebenfalls „Dingskirchen“. Der im Film verwendete Salonwagen ist ein Nachbau für den Film und erinnert an Wagenformen, wie sie in den 1880er Jahren üblich waren. Gezogen wird der „Hofzug“ von einer preußischen Dampflokomotive der Baureihe P 8, die aus Beständen der Deutschen Reichsbahn geliehen war. Der hinter der Lokomotive eingestellte Pack- und Schutzwagen stellt allerdings einen modernen Anachronismus dar, denn er hat einen Stahlrahmen.

## Kritik
Das Lexikon des internationalen Films meinte, dass der Film „aus der originellen Idee wenig Kapital“ schlage und „oft in Sentimentalität“ abgleite.